# Velleda
Velleda o Veleda (in latino Vĕlĕda, -ae; fl. I secolo) era una vǫlva (donna sciamana) della tribù germanica dei Bructeri, che ispirò la rivolta batava, guidata contro l'impero romano da Giulio Civile, principe batavo romanizzato (69/70 d.C.).
Fu Velleda, infatti, a predire gli iniziali successi dei ribelli.

## Vicenda storica
Nella De Origine et situ Germanorum, Tacito osserva che Velleda «esercitava una vasta autorità, secondo un'antica testimonianza germanica per cui s'attribuiscono a molte donne il dono della profezia e qualità divine». In esse, infatti, i Germani vedevano qualcosa di sacro che le rendeva depositarie della saggezza e veritiere mediatrici del sacro. Tacito scrive: «Abbiamo visto noi romani, al tempo del divo Vespasiano, Velleda esser considerata da molti come un dio».
Nel 70 d.C. i ribelli firmarono la pace coi Romani, ottenendo l'amnistia e l'esenzione dai tributi in cambio della fornitura di truppe alleate. Ma Velleda fu catturata e portata in trionfo da Domiziano, morendo poi in prigionia.
Nel 1926, nel Foro di Ardea (in provincia di Roma), nei pressi di uno dei templi, fu rinvenuta un'epigrafe, che cita Veleda come condannata a servire nel tempio. Il reperto, studiato da Margherita Guarducci in Veleda e Nuove osservazioni sull'epigrafe ardeatina di Veleda, e da Paolino Mingazzini in Un altro tentativo d'interpretazione dell'iscrizione di Veleda, è stato datato alla seconda metà del I secolo d.C.

## Echi letterari
Sulla figura di Velleda scrissero anche Vincenzo Monti, nel primo canto de Il bardo della selva nera, e Giosuè Carducci nella poesia dedicata Alla Louisa Grace Bartolini.
(Vincenzo Monti, Il bardo della selva nera, Canto I)
(Giosuè Carducci, Alla Louisa Grace Bartolini, vv. 49-54)
Velleda ha anche ispirato il personaggio letterario dell'omonima druidessa germanica, eroina del romanzo Les Martyrs di François-René de Chateaubriand. Porta il suo nome la torre nel parco di casa Chateaubriand a Vallée-aux-Loups.
Il poeta simbolista Paul Verlaine inserisce inoltre la figura della Velleda nella poesia Après trois ans, in cui l'eroina compare sotto forma di statua:
«Même j'ai retrouvé debout la Velléda,

Dont le plâtre s'écaille au bout de l'avenue».
A lei è intitolato l'asteroide 126 Velleda della fascia principale del sistema solare e un noto marchio di prodotti cosmetici, Weleda.